# Angraecum metallicum
Angraecum metallicum là một loài thực vật có hoa trong họ Lan. Loài này được Sander mô tả khoa học đầu tiên năm 1901.